# A rózsaszín párduc (film, 2006)
A rózsaszín párduc (eredeti cím: The Pink Panther) 2006-ban bemutatott amerikai detektív-vígjáték, melyet Shawn Levy rendezett. A főbb szerepekben Steve Martin, Jean Reno, Beyoncé Knowles és Kevin Kline látható.
Bár a film negatív értékeléseket kapott a kritikusoktól, a bevétele tekintélyesnek mondható, világszerte összesen 164 millió dollárt termelt.
2009-ben folytatása készült A rózsaszín párduc 2. címmel.

## Szereplők
| Színész           | Szerep                        | Magyar hang        |
| ----------------- | ----------------------------- | ------------------ |
| Steve Martin      | Jacques Clouseau felügyelő    | Szombathy Gyula    |
| Kevin Kline       | Charles Dreyfus főfelügyelő   | Gáspár Sándor      |
| Jean Reno         | Gilbert Ponton csendőr        | Szilágyi Tibor     |
| Emily Mortimer    | Nicole Durant                 | Peller Anna        |
| Henry Czerny      | Yuri edző                     | Rajkai Zoltán      |
| Kristin Chenoweth | Cherie                        | Solecki Janka      |
| Roger Rees        | Raymond Laroque               | Pálfai Péter       |
| Beyoncé Knowles   | Xania                         | Bognár Gyöngyvér   |
| William Abadie    | Bizu                          | Welker Gábor       |
| Scott Adkins      | Jacquard, francia focista     | Szatmári Attila    |
| Charlotte Maier   | logopédusnő                   | Menszátor Magdolna |
| Anna Katarina     | Corbeille ügynök              |                    |
| Alice Taglioni    | riporternő                    |                    |
| Kristi Angus      | rejtélyes nő                  |                    |
| Chelah Horsdal    | biztonsági őr                 |                    |
| Delphine Chanéac  | kalauz                        |                    |
| Yvonne Sciò       | kaszinóban a pincérnő         |                    |
| Jason Statham     | Yves Gluant                   | Epres Attila       |
| Clive Owen        | Nigel Boswell / 006-os ügynök | Kamarás Iván       |
| Paul Korda        | Pierre Fuquette               |                    |